# Pterolophia keyana
Pterolophia keyana är en skalbaggsart som beskrevs av Stefan von Breuning 1939. Pterolophia keyana ingår i släktet Pterolophia och familjen långhorningar. Inga underarter finns listade i Catalogue of Life.